# Josef Kolmaš
Josef Kolmaš (6. srpna 1933 Těmice – 9. února 2021) byl český sinolog a tibetolog, překladatel a odborník na dějiny čínsko-tibetských vztahů, vědecký pracovník Orientálního ústavu Československé akademie věd a Akademie věd České republiky, v letech 1994–2002 jeho ředitel.

## Studia
Josef Kolmaš se narodil jako nejstarší z pěti dětí. Jeho otec byl zedník. Do obecné školy chodil v rodných Těmicích, do měšťanské ve Bzenci a v roce 1945 začal studovat na jezuitském gymnáziu na Velehradě. Jeho třídním učitelem zde byl pozdější kardinál Tomáš Špidlík. Příslušníci Státní bezpečnosti přepadli 13. dubna 1950 klášter i gymnázium v rámci Akce K a Josef Kolmaš byl spolu s ostatními internován v jezuitské rezidenci v Bohosudově. Pracovali na stavbě přehrady Klíčava a pak byli internováni ve františkánském klášteře Hájek. Po šesti měsících byl propuštěn a v září 1950 začal studovat na gymnáziu v Kyjově. Zde v něm jeho třídní profesor PhDr. Ladislav Dlouhý vzbudil zájem o orientální jazyky a předplatil mu časopis Nový Orient, v němž tehdy vycházela na pokračování učebnice hovorové čínštiny.
Po maturitě proto studoval obor čínština – dějiny Dálného východu na Filosofické fakultě Univerzity Karlovy v Praze, kde promoval v roce 1957 pod vedením profesora Jaroslava Průška. Strávil dva roky postgraduálními studiemi na Ústředním národnostním ústavu v Pekingu, kde tehdy studoval jako jediný zahraniční student a specializoval se na tibetský jazyk a literaturu. Při pobytu v Číně tehdy dostal příležitost navštívit významná centra tibetských studií v Čcheng-tu a Lan-čou a podařilo se mu opatřit a převézt do Prahy kompletní vydání tibetského buddhistického kánonu Kandžuru a Tandžuru ručně vytištěné v tibetském klášteře Derge z dřevěných matric pocházejících z poloviny 18. století. Tento vzácný text je uložen v knihovně Orientálního ústavu AV.

## Vědecké dílo
Své bohaté jazykové a faktografické znalosti Josef Kolmaš zúročil v řadě vědeckých monografických studií, bibliografických studií, bibliografických soupisů i prací katalogové povahy. Většina informací o Tibetu, které dnes jsou v češtině k dispozici, pocházejí od něho.

### Tibetsko-čínské vztahy
Prvním významnějším dílem Josefa Kolmaše se stala jeho disertační práce „Simelská konference, 1913–1914“ zabývající se nevyjasněnou otázkou politicko-právního postavení Tibetu po Sinchajské revoluci a vyhlášení Čínské republiky v roce 1911, jakož i vymezení hranice s vnitřní Čínou. Touto prací Kolmaš završil svou tříletou vědeckou aspiranturu v Orientálním ústavu ČSAV (1961–1964) a na základě její obhajoby získal hodnost kandidáta historických věd (CSc.). V roce 1975 tato studie vyšla v revidované verzi jako Mezinárodní konference o otázkách statusu a hranic Tibetu (Simla, 1913–1914) i tiskem.
Vývoj vzájemných politicko-právních vztahů Číny a Tibetu, a to zejména z hlediska jejich dlouhodobého vývoje od nejstarších dob až do pádu mandžuské dynastie, zpracoval Kolmaš v rozsáhlé monografii Tibet and Imperial China. A Survey of Sino-Tibetan Relations upto the End of the Manchu Dynasty in 1912 (Canberra, 1967). Usiloval zejména o objasnění klíčových momentů tohoto vývoje v jednotlivých obdobích, od dynastie Tchang přes epochu Čching až po období Čínské republiky a ČLR.
V chronologické studii The Ambans and Assistants Ambans of Tibet (Praha, 1994) systematicky zpracoval a opatřil odkazy na příslušné prameny životopisy 173 úředníků, kteří sloužili jako císařští místodržící na tibetském dvoře.
V rámci historie tibetsko-čínských vztahů Kolmaš dále přeložil řadu čínských i tibetských materiálů, které do té doby zůstávaly mimo zájem badatelů, mezi nimi vzbudil značný ohlas zejména dobová korespondence, jíž vedl jménem čínského císaře Sien-cunga přední tchangský básník a úředník Po Ťü-i s čelnými představiteli Tibetu.

### Dějiny Tibetu
Kolmaš přeložil do češtiny a zasvěceně okomentoval podstatnou část oficiální historie dynastie Čching týkající se Tibetu. Jako první historik vůbec zpracoval dějiny 1300 let starého tibetského knížecího rodu Derge a sestavil periodizaci jejich knížectví (A Genealogy of the Kings of Derge, Praha 1968). V rozsáhlé dvousvazkové edici Prague Collection of Tibetan Prints from Derge (Wiesbaden-Praha, 1971) sestavil soupis a reprodukce titulních listů 5615 xylografických titulů vydaných ve dvou dergeských klášterních knihovnách, které autor v roce 1958 na místě osobně zakoupil a převezl domů. Díky tomuto soupisu vešly ve známost sbírky reprezentativních lamaistických textů, iniciací a duchovních instrukcí, jakož i pojednání o mnoha vědních oborech (medicína, astronomie, gramatika apod.)
V knize The Iconography of the Derge Kanjur and Tanjur (New Delhi, 1978) zpracoval Kolmaš 648 ilustrací tibetského buddhistického panteonu, které se nachází na dergeském vydání buddhistického kánonu Kandžuru a Tandžuru, které jsou součástí Tibetské knihovny Orientálního ústavu ČSAV v Praze, kterou Kolmaš zakládal a dlouhodobě odborně spravoval.

### Překlady
Významnou složkou Kolmašovy činnosti byly překlady z tibetštiny, čínštiny, latiny a dalších jazyků. Velkému zájmu veřejnosti se již mnoho let těší překlad Tibetské knihy mrtvých. Bardo thödool. Vysvobození v bardu skrz naslouchání (Praha, 1991) i překlad jednoho z nejznámějších a nejrozšířenějších pradžňápáramitových textů, Jádro transcendentální moudrosti (Praha 1992).
Kolmaš dále přeložil mimo jiné tibetskou kroniku ze 14. století Zrcadlo králů Sönam Gjalcchäna, spolu s básnířkou Janou Štroblovou připravil výbor z písňové tvorby tibetských horalů doplněný písněmi „nepovedeného“ 6. dalajlámy Cchangjang Gjamccha. Jeho překlad knihy Pokladnice moudrého rčení obsahuje aforismy Künga Gjalcchäna, tibetského středověkého učence.
Mezi Kolmašovými překlady z čínštiny jsou tituly krásné literatury a poezie – např. verše Po Ťü-iho Drak z černé tůně (Praha, 1958) a Datlovník v meruňkovém sadu (Praha, 1996) – cestopisy (Zápisky o buddhistických zemích mnicha Fa-siena, Praha, 1972) či Süan-cangovy Zápisky o západních krajinách za Velkých Tchangů, Praha, 2002) – jakož i mnoho odborné a historiografické literatury.
Dne 15. srpna 2008 obdržel za své významné vědecké dílo čestné občanství města Kyjova.

## Dílo
- KOLMAŠ, Josef. Tibet and Imperial China: A Survey of Sino-Tibetan Relations Up to the End of the Manchu Dynasty in 1912. Canberra: Centre of Oriental Studies, Australian National University, 1967. 81 s.
- KOLMAŠ, Josef. Iconography of the Derge Kanjur and Tanjur. New Delhi: [s.n.], 1978. 286 s. ISBN 9788179360019.
- KOLMAŠ, Josef. Buddhistická svatá písma. [s.l.]: Práh, 1995. 92 s. ISBN 80-85809-23-0.
- KOLMAŠ, Josef. Vzpomínka na Tibet. [s.l.]: Práh, 1997. 160 s. ISBN 80-85809-73-7.
- KOLMAŠ, Josef. Suma tibetského písemnictví. [s.l.]: Argo, 2004. 384 s. ISBN 80-7203-592-4.
- KOLMAŠ, Josef. Tibet: Dějiny a duchovní kultura. [s.l.]: Argo, 2004. 442 s. ISBN 80-7203-627-0.
- KOLMAŠ, Josef. Klasické tibetské příběhy: Mysterium o životě a zmrtvýchvstání krásné paní Nangsy. O ptácích a opicích. Zrcadlo králů.. [s.l.]: CAD Press, 2009. 256 s. ISBN 978-80-88969-42-6.
- KOLMAŠ, Josef. Malá encyklopedie tibetského náboženství a mytologie. [s.l.]: Libri, 2009. 232 s. ISBN 978-80-7277-394-7.
- KOLMAŠ, Josef. Slovník tibetské literatury. [s.l.]: Libri, 2010. 208 s. ISBN 978-80-7277-453-1.
- KOLMAŠ, Josef. Tibet. [s.l.]: Libri, 2011. 190 s. ISBN 978-80-7277-483-8.
- KOLMAŠ, Josef. Země na střeše světa: Z dějin poznávání Tibetu. [s.l.]: CAD Press, 2011. 288 s. ISBN 978-80-88969-56-3.
- KOLMAŠ, Josef. Pojednání o věcech tibetských. [s.l.]: Vyšehrad, 2014. 328 s. ISBN 978-80-7429-386-3.
- KOLMAŠ, Josef. Pojednání o věcech čínských. [s.l.]: Vyšehrad, 2015. 278 s. ISBN 978-80-7429-629-1.